# Los Huisaches (Teksas)
Los Huisaches je naseljeno mjesto za statističke potrebe u američkoj saveznoj državi Teksas. Prema popisu stanovništva iz 2010. u njemu je živjelo 17 stanovnika.